# 기니비사우의 국기

기니비사우의 국기

기니비사우의 국기는 1973년 포르투갈로부터 독립을 선언하면서 채택되었다. 기니비사우-카보베르데 아프리카 독립당의 당기를 바탕으로 한 디자인이며 가로세로 비율은 1:2이다. 빨간색, 초록색, 노란색은 에티오피아와 가나에서 최초로 사용한 범아프리카색이다.
빨간색은 선열들의 피를, 초록색은 삼림을, 노란색은 풍부한 광물 자원을, 검은색 별은 아프리카를 의미한다. 독립 당시에 제정된 카보베르데의 국기는 기니비사우의 국기와 디자인이 비슷했지만 기니비사우와 카보베르데를 단일 국가로 통합하는 문제에 대한 기니비사우와의 입장 차이로 인해 1992년에 국기를 변경하였다.

## 색상
| 색상 | 빨강                | 노랑                 | 녹색               | 검정            |
| ---- | ------------------- | -------------------- | ------------------ | --------------- |
| RGB  | 206–17–38 (#CE1126) | 252–209–22 (#FCD116) | 0–158–73 (#009460) | 0–0–0 (#000000) |

## 같이 보기
- 범아프리카색
- 텍사스주의 기